# Kasilof
Kasilof est une ville d'Alaska aux États-Unis (CDP) située dans la péninsule Kenai, faisant partie du Borough de la péninsule de Kenai. Sa population était de 549 habitants en 2010. Kasilof se trouve à l'est du golfe de Cook, au kilomètre 175 de la Sterling Highway, à 19 kilomètres au sud de Kenai.
En 1786, le patron de la Lebedef-Lastochkin Company, Kolomin, qui était Russe, ouvrit un comptoir à l'emplacement actuel de Kasilof. Il l'appela Saint George, du nom d'un des vaisseaux de la compagnie. Des agriculteurs Dena'ina s'installèrent alors aux alentours du comptoir. Le nom Kasilof fut donné à l'endroit dans les années 1800, en rapport avec le nom de la rivière Kasilof.
Des fouilles en 1937 ont mis au jour 31 habitations agricoles datant de la fin du XVIIIe siècle. Actuellement, la majeure partie des habitants ne sont plus des descendants des premiers indigènes.

## Démographie
| 1880 | 1890 | 1900 | 1930 | 1940 | 1950 |
| ---- | ---- | ---- | ---- | ---- | ---- |
| 31   | 117  | 159  | 45   | 62   | 62   |

| 1960 | 1970 | 1980 | 1990 | 2000 | 2010 |
| ---- | ---- | ---- | ---- | ---- | ---- |
| 89   | 71   | 201  | 383  | 471  | 549  |

## Sources et références
- (en) CIS

- (en) Cet article est partiellement ou en totalité issu de l’article de Wikipédia en anglais intitulé « Kasilof, Alaska » (voir la liste des auteurs).

1. ↑  (en) « Statistiques des États-Unis - Alaska - Profils des communautés de 2010 » (consulté en avril 2021)